# Parque nacional Cavernas de Camooweal
Camooweal Caves es un parque nacional en Queensland (Australia), ubicado a 1.720 km al noroeste de Brisbane.

## Datos
- Área: 138 km²
- Coordenadas: 20°01′09″S 138°11′24″E / -20.01917, 138.19000
- Fecha de Creación: 1988
- Administración: Servicio para la Vida Salvaje de Queensland
- Categoría IUCN: II

Véase también:
- Zonas protegidas de Queensland

- Datos: Q1029674
- Multimedia: Camooweal Caves National Park / Q1029674